# Flabellum impensum
Flabellum impensum är en korallart som beskrevs av Squires 1962. Flabellum impensum ingår i släktet Flabellum och familjen Flabellidae.
Artens utbredningsområde är Södra Ishavet. Inga underarter finns listade i Catalogue of Life.